# 2012년 하계 패럴림픽 태국 선수단
태국은 2012년 8월 29일부터 9월 9일까지 영국 런던에서 열린 제15회 하계 패럴림픽 10개 종목에 총 50명의 선수가 참가했다.

## 같이 보기
- 2012년 하계 올림픽 태국 선수단